# Timur Husein
Timur Husein (* 1980 in West-Berlin) ist ein deutscher Politiker (CDU). Seit 2023 ist er Mitglied des Abgeordnetenhauses von Berlin.

## Leben
Husein legte 2000 das Abitur am Leibniz-Gymnasium in Berlin-Kreuzberg ab. Anschließend leistete er von 2000 bis 2001 Wehrdienst beim Jägerbataillon 1 Berlin. Ab 2001 studierte er Rechtswissenschaft an der Humboldt-Universität zu Berlin. 2006 legte er das erste juristische Staatsexamen ab. Von 2007 bis 2009 absolvierte er das Rechtsreferendariat beim Kammergericht. 2009 legte er das zweite juristische Staatsexamen ab. Seit 2009 ist er als selbständiger Rechtsanwalt tätig. Von 2011 bis zu seinem Einzug ins Abgeordnetenhaus 2023 war er zudem wissenschaftlicher Mitarbeiter der CDU-Fraktion im Abgeordnetenhaus.

## Politik
Husein ist Mitglied der CDU. Er war von 2001 bis 2011 Kreisvorsitzender der Jungen Union im Bezirk Friedrichshain-Kreuzberg, von 2010 bis 2012 Vorsitzender des CDU-Ortsverbandes Oranienplatz und von 2010 bis 2012 Beisitzer im Bundesvorstand der Jungen Union. Er ist seit 2013 Ortsvorsitzender der CDU Kreuzberg und seit 2019 Kreisvorsitzender der CDU im Bezirk Friedrichshain-Kreuzberg.
Husein trat bei der Bundestagswahl 2017 im Bundestagswahlkreis Berlin-Friedrichshain-Kreuzberg – Prenzlauer Berg Ost an, verpasste jedoch den Einzug in den Bundestag. Zudem trat er bei der Abgeordnetenhauswahl 2011 im Wahlkreis Friedrichshain-Kreuzberg 2 sowie bei den Abgeordnetenhauswahlen 2016, 2021 und 2023 im Wahlkreis Friedrichshain-Kreuzberg 1 an. Nachdem er bei den Wahlen 2011, 2016 und 2021 den Einzug ins Berliner Landesparlament verpasst hatte, zog er 2023 über die Bezirksliste ins Abgeordnetenhaus ein.